# Аутономна Совјетска Социјалистичка Република Поволшких Немаца
Аутономна Совјетска Социјалистичка Република Поволшких Немаца (АССРПН; рус. Автономная Советская Социалистическая Республика Немцев Поволжья, АССРНП) је аутономна република СССР која је била у саставу Руске СФСР од 19. децембра 1923. године.
Аутономија поволшких Немаца у саставу Руске СФСР је трајала од 19. октобра 1918. године до 28. августа 1941. године.